# 賢妃
賢妃，中國、朝鮮半島妃嬪的等级之一。中國唐、宋、金、明、清等皇朝都有賢妃這個封號。高麗模仿中國唐朝與淑妃、德妃、貴妃同為四夫人。
有研究者指，唐代碑文墓志中提及的“贤妃”或与“贵妃”（尊贵的皇妃）、“贵嫔”（尊贵之嫔）类似，用作泛称，可解释为“贤明的皇妃”:275。

## 曾封賢妃者

### 中國
- 唐朝贤妃

1. 燕德妃，曾封贤妃，唐太宗妃。
2. 郑贤妃，唐太宗妃。
3. 徐　惠，追封贤妃，唐太宗妃。
4. 王芳媚，唐睿宗妃。
5. 武贤妃，唐玄宗妃[2]。
6. 韦贤妃，唐德宗妃。
7. 杨贤妃，唐穆宗妃。
8. 杨贤妃，唐文宗妃。
9. 王贤妃，唐宪宗妃[3]。
10. 刘贤妃，唐武宗妃[4]。
11. 王才人，追封贤妃，唐武宗妃。

- 五代十国
  - 大闽

1. 李春鷰，曾封贤妃。閩康宗皇后。
2. 尚贤妃，閩景宗妃。

- 宋朝贤妃

1. 陈司寝，追尊贤妃，宋真宗妃。
2. 曹修媛，追尊贤妃，宋真宗妃。
3. 冯修容，追尊贤妃，宋仁宗妃。
4. 林婕妤，追尊贤妃，宋神宗妃。
5. 刘清菁，曾封贤妃，宋哲宗皇后。
6. 杨修容，追封贤妃，宋徽宗妃。
7. 韋賢妃，宋徽宗妃。

- 金朝贤妃

1. 贤妃某氏，金熙宗妃，完颜道济母
2. 石抺贤妃，金世宗妃。

- 明朝贤妃

1. 李贤妃，朱元璋妃。
2. 权贤妃，明成祖妃。
3. 李贤妃，明仁宗妃。
4. 吴贤妃，明宣宗妃，景泰帝之母。
5. 赵　氏，追尊贤妃，明宣宗妃嫔。
6. 柏贤妃，明宪宗妃。
7. 郑贤妃，追封贤妃，明世宗妃。
8. 江贤妃，明穆宗妃。
9. 刘淑女，追尊贤妃，明光宗妃，崇禎帝之母。

- 清朝贤妃

1. 科爾沁次妃博禮，科爾沁部貝勒寨桑之妻，孝庄文皇后之母，受封为和硕墨尔根福晋，汉文称和硕贤妃，蒙古文称扎薩克賓圖福晉。
2. 董鄂妃，順治帝妃，初封賢妃，後晉皇貴妃，追封孝獻端敬皇后。

### 朝鮮
- 高麗

1. 賢妃王氏，高麗德宗妃。
2. 仁敬賢妃李氏，高麗文宗妃。
3. 仁節賢妃李氏，高麗文宗妃。

### 越南
- 阮朝

1. 吳氏政，明命帝妃。